# Academia de Bellas Artes de Helsinki
La Academia de Bellas Artes, en finés Kuvataideakatemia (abreviatura KuvA), es una institución de enseñanza superior, situada en la capital finlandesa, Helsinki. Su función docente se encuadra en la enseñanza de Bellas Artes a nivel universitario. 
Fue fundada en 1848 por una fundación denominada «Sociedad artística de Finlandia» (Suomen Taideyhdistys, en finés). En sus primeros años, se trataba de una academia de dibujo, si bien en 1985 pasó a recibir la denominación actual y, en 1993, a ser una Universidad conducente a la obtención de titulaciones de grado y posgrado en Bellas Artes.